# Placospherastra antillensis
Placospherastra antillensis es una especie perteneciente al género Placospherastra.